# رابرت فاولر (دوچرخه‌سوار)
رابرت فاولر (انگلیسی: Robert Fowler; ۵ دسامبر ۱۹۳۱ – ۲۷ دسامبر ۲۰۰۱) دوچرخه‌سوار اهل آفریقای جنوبی بود.
وی در مسابقات کشوری و بین‌المللی در مجموع برندهٔ ۱ مدال نقره شده‌است.